# Räumnadel

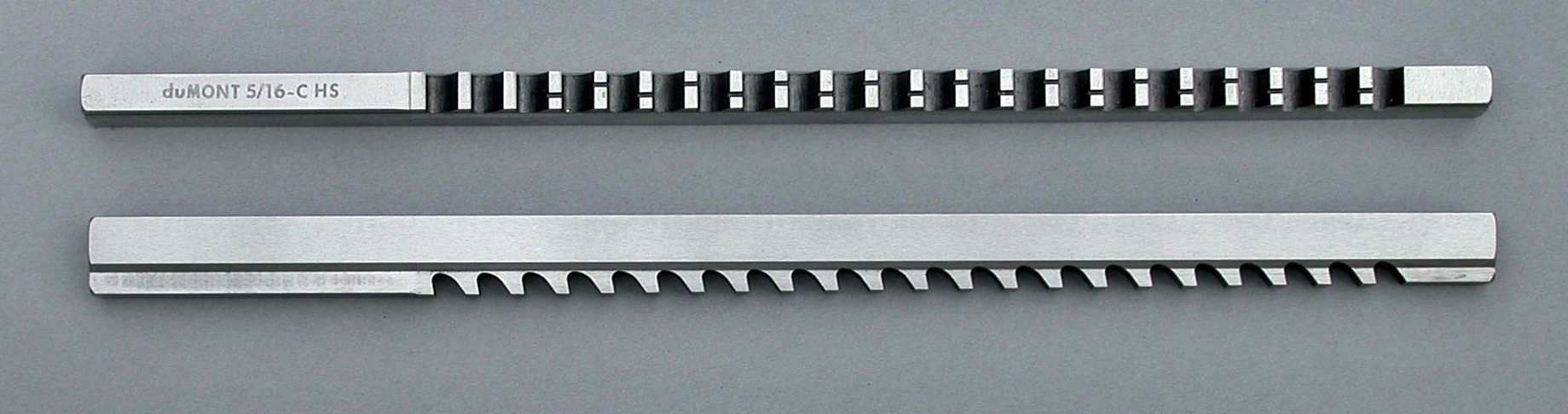
Räumnadel mit Spanteilernuten

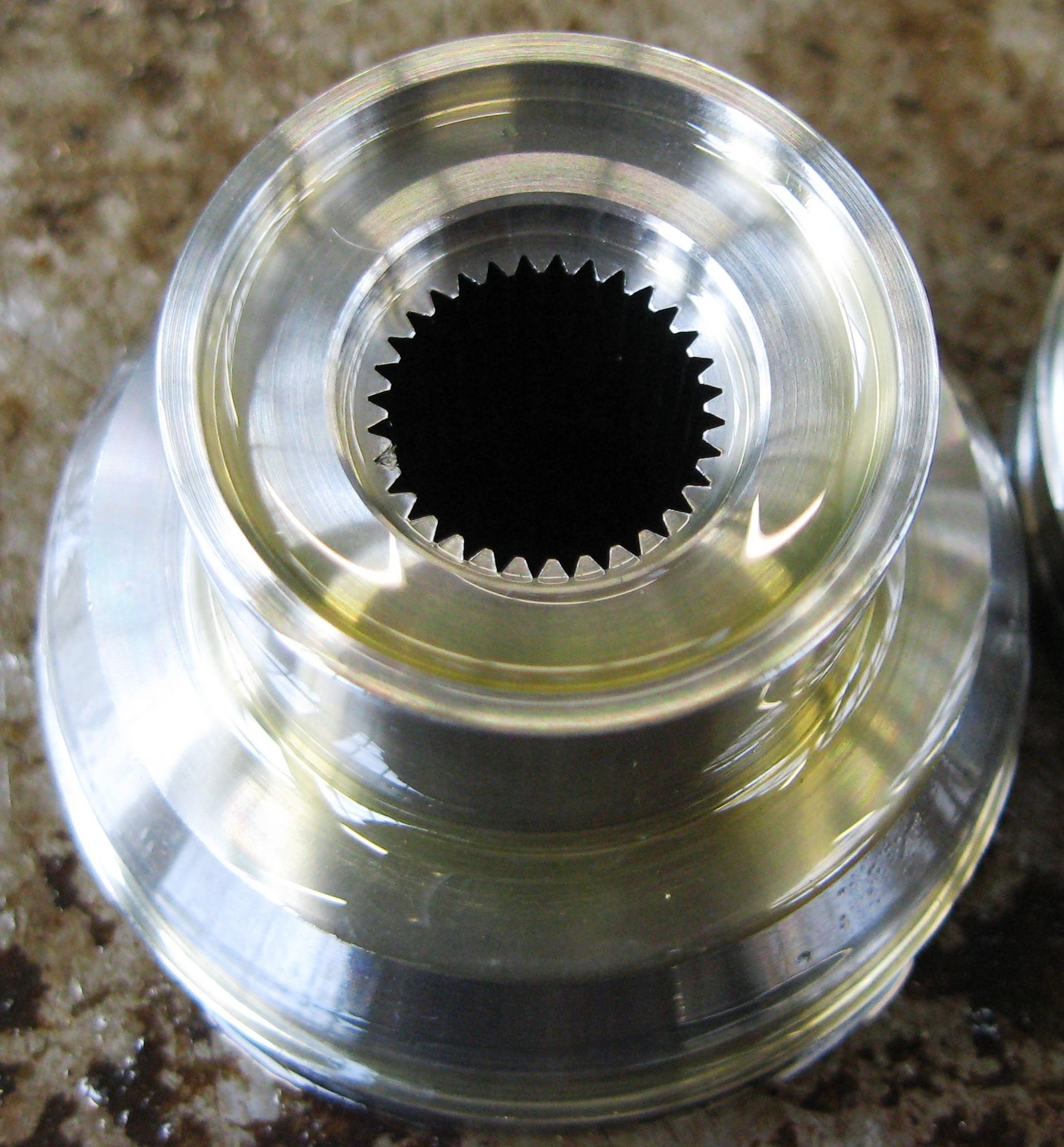
Geräumte Kerbverzahnung DIN 5481

Eine Räumnadel ist ein längliches, leicht konisches Räumwerkzeug zum Innenräumen, einem Fertigungsverfahren der Zerspantechnik, bei dem ein Räumwerkzeug auf einer Räummaschine  durch eine bereits vorhandene Bohrung hindurchgezogen wird.
Sie wird auf einer Räummaschine in einer einstellbaren Führung eingesetzt und zumeist durch einen Hydraulikzylinder bewegt.
Der Querschnitt der Räumnadel entspricht der Kontur der zu räumenden Form. Diese Konturen können rund sein (zum Beispiel um einen Innendurchmesser zu räumen), oder rechteckig (zum Beispiel zum Räumen von Nuten), oder andere freie Formen haben. Häufig werden auch Innenverzahnungen durch Räumen hergestellt. Immer bildet sich der Querschnitt der Räumnadel im Werkstück ab.
Nach 70–80 m Schnittweg sollte eine Räumnadel geschärft (nachgeschliffen) werden. Durch das Schleifen der Spanflächen der Zähne nimmt auch der Außendurchmesser der Nadel etwas ab. Eine Räumnadel besitzt daher am Ende Ersatzzähne, damit der Werkzeugverschleiß ausgeglichen werden kann. Wenn das Sollprofil mit der Räumnadel nicht mehr erzeugt werden kann, ist sie verschlissen und muss ersetzt werden.
Zwischen den Zähnen der Räumnadel befinden sich Zwischenräume (sogenannte Spanräume), in denen sich die Späne sammeln können, bis die Räumnadel durch das Werkstück hindurchgezogen ist.
Die Größe der Spanräume begrenzt auch die maximale Länge des Innenprofils (maximale Räumlänge). Innerhalb der Werkstückbohrung können die Späne die Spankammern nicht verlassen, da die Spankammern vollständig umschlossen sind. Daher bleibt die Räumnadel im Werkstück stecken, wenn die Spankammern komplett mit Spänen gefüllt sind. Das führt meist zur Zerstörung von Werkzeug und Werkstück.

## Bestandteile einer Räumnadel
- Schaft mit Mitnahmekerbe, genormt nach DIN 1415
- Führungsbereich zur Zentrierung der Nadel in der Bohrung des Werkstücks
- viele ansteigende Zahnreihen, die sich von Reihe zu Reihe tiefer in das Werkstück schneiden
- als letzte Zahnreihen mehrere Kalibrier-Zahnreihen, die das Profil auf Endmaß bringen
- hinterer Schaft zur Abstützung längerer Räumnadeln auf Maschinen in horizontaler Anordnung

|  |

|  |  |  |  |  |

Die größte Schneidzahnreihe (Kalibrierzahnreihe) ist mehrfach vorhanden, um auch nach mehrmaligem Nachschleifen das gewünschte Endmaß zu erreichen.

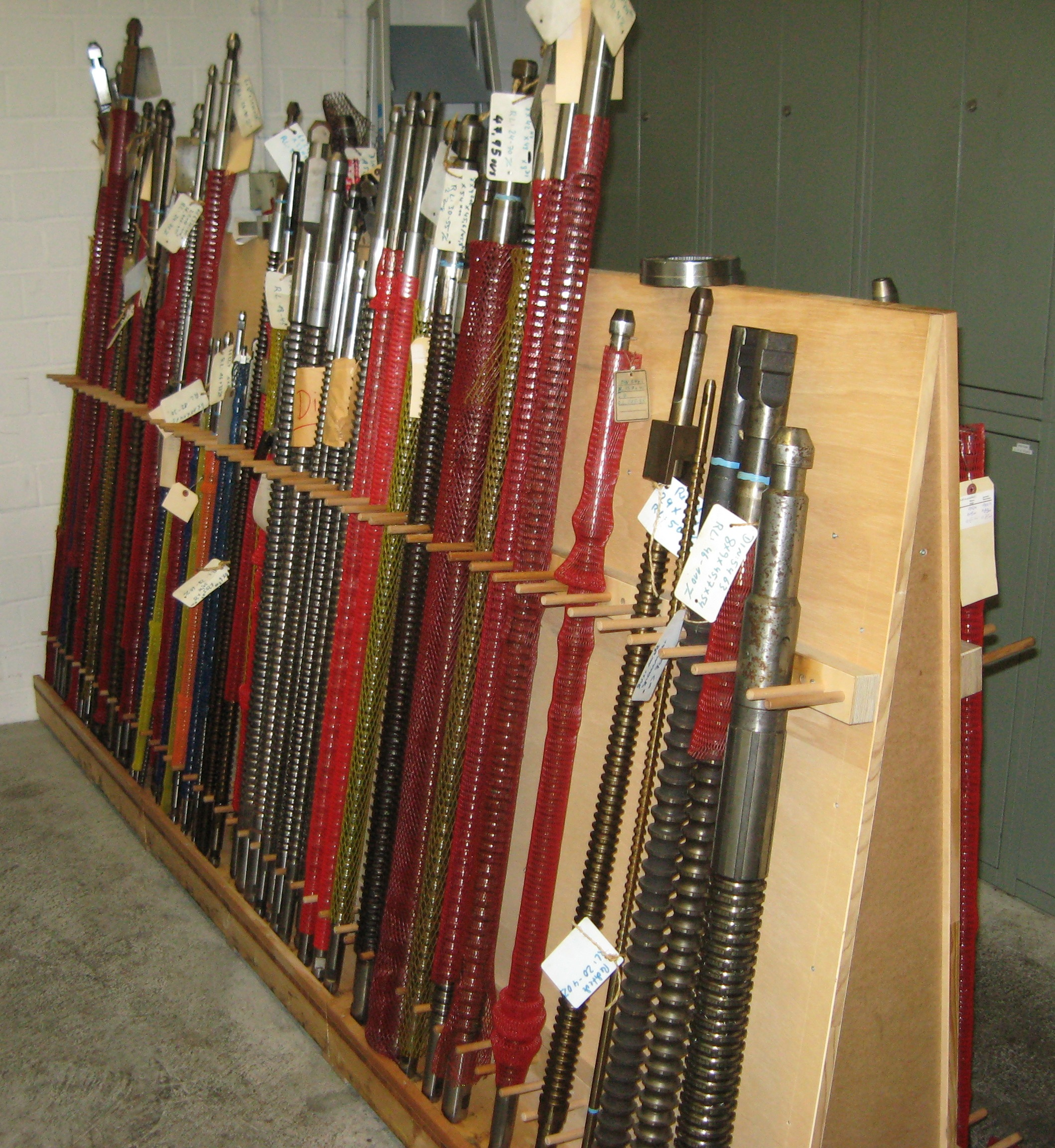
Lager mit Räumnadeln

Die Herstellung von Räumnadeln ist recht aufwendig. Eine Räumnadel z. B. für eine Zahnwellenverbindung (Innenverzahnung) nach DIN 5480 mit Durchmesser 40 mm kostet ca. 2000 € (Stand 2008) und die Lieferzeiten liegen meist bei 12 Wochen. Räumwerkzeuge mit Spiralgang, Schrägverzahnung, Protuberanzen oder weiteren profilgebenden Eigenschaften können je nach Durchmesser den Wert von Einfamilienhäusern erreichen, wobei deren Herstellung mehrere Monate dauern kann.

## Geschichte
Krünitz Enzyklopädie von 1812 beschreibt bereits die Raumnadel, als „eine starke Nadel, oder langer spitziger Draht, die Schieß- und Zündlöcher damit auszuräumen“. Es werden vier Arten genannt:
1. „Die erste ist dreyeckig, und geht auch unten so spitzig zu, mit welcher man, sowohl vorher, ehe geladen wird, als auch nachher, ehe man Zündkraut einschüttet, zum Zündloche einräumt.“
2. „Die zweyte hat an dem einen Ende einen ordentlichen Nagelbohrer, um, wenn sich etwas in dem Zündloche festgesetzt hat, solches zu durchbohren.“
3. „Die dritte ist wie ein Löffel oder Markzieher gestaltet, um das Losgebohrte aus dem Zündloche wegzunehmen.“
4. „Die vierte hat einen kleinen Widerhaken, und dient bloß die Metallstärke an dem Zündloche zu erforschen.“[1]